# Perkebunan Pulau Rambung
Perkebunan Pulau Rambung is een bestuurslaag in het regentschap Langkat van de provincie Noord-Sumatra, Indonesië. Perkebunan Pulau Rambung telt 739 inwoners (volkstelling 2010).